# Bö herrgård
Bö herrgård är en herrgård i stadsdelen Bö i Göteborg.
Till en början var Bö ett skattehemman med en kvarn vid en närliggande bäck. Så småningom gestaltades byggnaden enligt ståndsmässiga former. Herrgården finns omnämnd från 1485 . En Sven Böker skänkte dopfunten som återfinns i Örgryte gamla kyrka. Herrgården och dess trädgård besöktes och beskrevs av Carl von Linné 1746. Ett päronträd på platsen lär ha planterats av honom. En kapten Berggren sålde sedermera av delar av herrgårdens ägor till Böskolan och Örgryte nya kyrka. Han var även initiativtagare till byggnationen av Bö villastad.
Idag rymmer mangårdsbyggnaden montessoriskolan Casa.
Tillhörande byggnader